# Tegenaria femoralis
Tegenaria femoralis är en spindelart som beskrevs av Simon 1873. Tegenaria femoralis ingår i släktet husspindlar, och familjen trattspindlar. Inga underarter finns listade i Catalogue of Life.